# Styringomyia youngi
Styringomyia youngi är en tvåvingeart som beskrevs av Ribeiro 2003. Styringomyia youngi ingår i släktet Styringomyia och familjen småharkrankar.
Artens utbredningsområde är Ecuador. Inga underarter finns listade i Catalogue of Life.